# Maison de la procession dionysiaque
La Maison de la procession dionysiaque est une maison romaine du site archéologique d'El Jem, l'antique Thysdrus.
Le chantier de fouilles a été l'occasion de mettre au jour de riches mosaïques, désormais conservées au musée archéologique d'El Jem, inauguré en 1970 et rénové en 2002.

## Localisation
La maison était située à 700 m du forum de la cité antique et 800 m sud-sud-ouest de l'amphithéâtre d'El Jem.

## Histoire

### Histoire ancienne du site
La ville de Thysdrus avait une superficie d'au moins 120 ha selon Louis Foucher et Christian Courtois a estimé sa population à 25 000 habitants.
Les fouilles réalisées ont mis en évidence des couches de destruction sous des sépultures des IVe siècle et Ve siècle.

### Redécouverte
La maison est découverte sur un terrain privé en 1959 par son propriétaire, M Belhareth, et Louis Foucher en est informé en mars. La mosaïque de la procession dionysiaque ainsi que celle des lions dévorant un sanglier est d'ores et déjà découverte. La fouille dépasse vite le terrain initial. La partie nord-ouest de la maison était détruite.

## Description

### Architecture
À partir de l'entrée la maison comportait un vestibule de 6,90 m sur 4,30 m avec une mosaïque géométrique.